# ناومي أوزورا
ناومي أوزورا (大空直美 أوزورا ناومي) هي مؤدية أصوات يابانية ولدت في 4 فبراير 1989 في محافظة مياغي.

## أدوارها في الأنمي

### مسلسلات أنمي تلفزيونية
- آيدولماستر سندريلا جيرلز - تشييري أوغاتا
- غينشيكين الجيل الثاني - سوزانا هوبكينز
- تشايكا أميرة التابوت - كارين فورفانتيا
- تشايكا أميرة التابوت AVENGING BATTLE - كارين فورفانتيا
- مايسيتسو! - مافويو كوغاراشي
- كانداغاوا جيت غيرلز - بان تينا
- كونكريت ريفولوتيو: فنتازيا الخوارق THE LAST SONG - كوما كاغي
- ون بيس - شارلوت أنانا
- ترياج X - هيناكو كوميناتو
- أورينج - تاماي
- طريق تشيو-تشان للمدرسة - تشيو ميامو
- باستيل ميموريز - ميتشي إيدوغاواباشي
- أساطير في قادم الزمان - مها
- قسم تصميم الخلق - ميدو

### أفلام أنمي
- غيرلز أند بانتزر دير فيلم - فوكودا

## أدوارها في ألعاب الفيديو
- آيدولماستر سندريلا جيرلز - تشييري أوغاتا
- يس VIII: لاكريموسا أوف دانا - دينا،غريزيلدا[3]

## وصلات خارجية
- ناومي أوزورا على موقع IMDb (الإنجليزية)
- ناومي أوزورا على موقع ميوزك برينز (الإنجليزية)
- ناومي أوزورا على موقع ديسكوغز (الإنجليزية)
- ناومي أوزورا على موقع قاعدة بيانات الفيلم (الإنجليزية)
- ناومي أوزورا على موقع ANN person (الإنجليزية)